# Cal Bisbe (Amer)
Cal Bisbe és una casa d'Amer (Selva) inclosa a l'Inventari del Patrimoni Arquitectònic de Catalunya.

## Descripció
Edifici entre mitgeres i dos crugies de tres plantes, terrassa i coberta de doble vessant a façana situada al final del carrer Sant Miquel, que surt de la part sud-occidental de la Plaça de la Vila. Està arrebossat amb un fals encoixinat de forma rectangular i dona també al carrer de darrere, d'Àngel Guimerà. Destaca la seva complexa cornisa superior i les línies de separació de pisos amb esgrafiats entre el primer i el segon pis.
La planta baixa consta d'un sòcol de placat de pedra i de dos grans portals emmarcats de pedra calcària i encoixinat de grans lloses.
El primer pis conté un balcó corregut amb base de tres blocs de pedra sostingut per quatre mènsules motllurades i decorades amb tres solcs. La barana de ferro és de forja i ricament decorada.
El segon pis conté dos balcons individuals amb base monolítica i sostinguts-decorats amb dues mènsules cadascun, motllurades i amb dos solcs traçats. Les baranes també són de ferrod de forja. Entre el primer i el segon pis, a l'altura de les mènsules, hi ha un fris d'esgrafiat amb decoració geomètrica que, sota els balcons, passa a ser vegetal (palmes).
L'últim element d'interès és la cornisa de l'entaulament. Està formada per un seguit de tríglisfs i mètopes amb decoració geomètrica a l'interior sobre els quals hi ha varis nivells de motllures i un de mòduls rectangulars.
La part del darrere està arrebossada sense pintar i té varis nivells de façana, balconades corregudes, una torreta superior, galeries i adossats.

## Història
Casa originaria de finals del segle xix o principis del XX.
L'arrebossat de la façana està en relativament mal estat de conservació.